# 대한민국 형사소송법 제370조
대한민국 형사소송법 제415조는 재항고에 대한 형사소송법의 조문이다.

## 조문
제370조(준용규정) 제2편 중 공판에 관한 규정은 본장에 특별한 규정이 없으면 항소의 심판에 준용한다. <개정 1963.12.13>

## 참고 문헌
- 손동권 신이철, 새로운 형사소송법(초판, 2013), 세창, 2013. ISBN 9788984114081